# Flora Cochinchinensis
Flora Cochinchinensis (abreviado Fl. Cochinch.) es un libro con ilustraciones y descripciones botánicas que fue escrito por el jesuita misionero, paleontólogo, médico y botánico portugués, João de Loureiro. Fue publicado en Lisboa en 2 volúmenes, en el año 1790, con el nombre de Flora cochinchinensis: sistens plantas in regno Cochinchina nascentes. Quibus accedunt aliæ observatæ in Sinensi imperio, Africa Orientali, Indiæque locis variis. Omnes dispositæ secundum systema sexuale Linnæanum. Ulyssipone.